# Kennemer Golf & Country Club

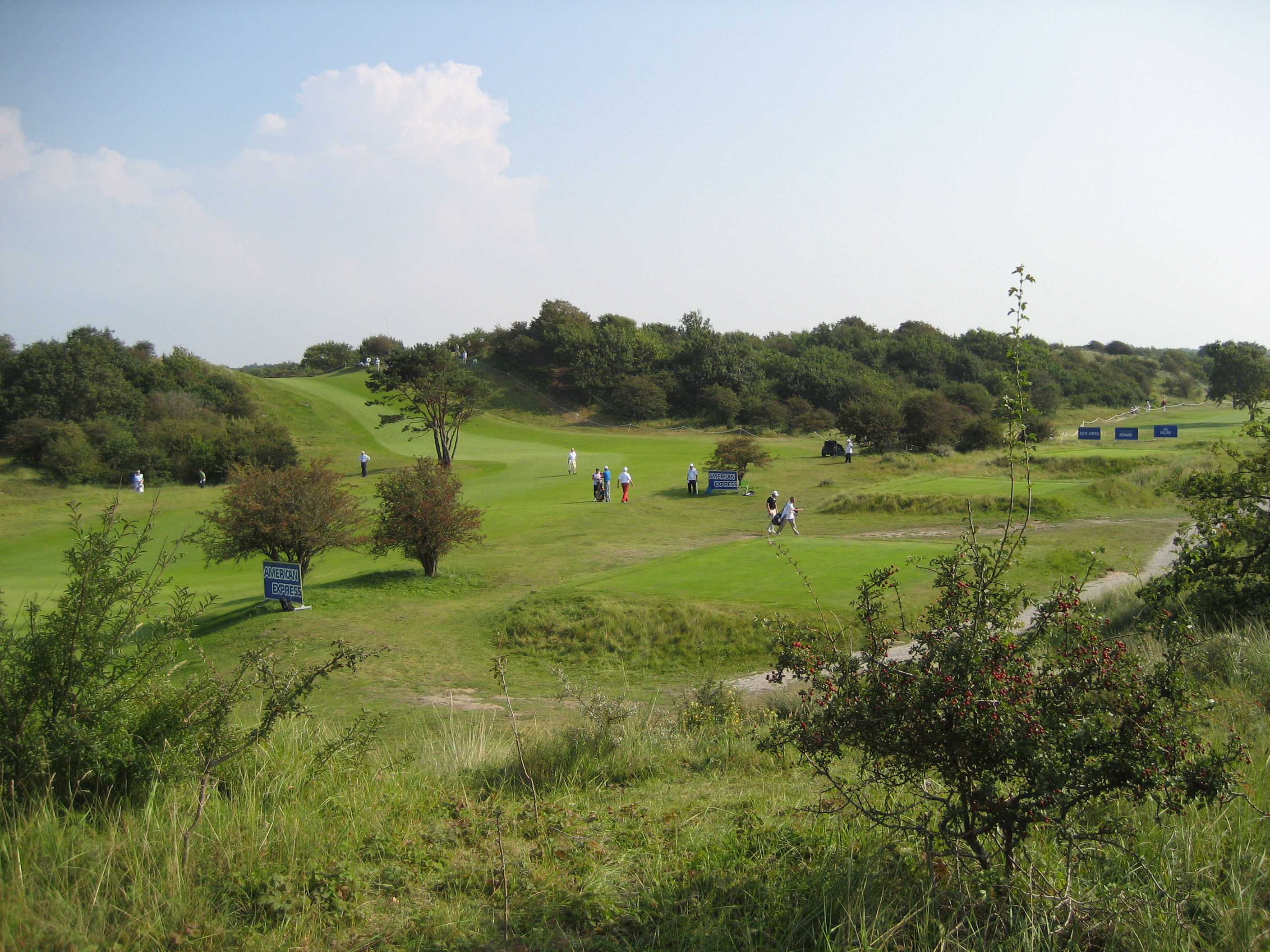
KLM Open 2007

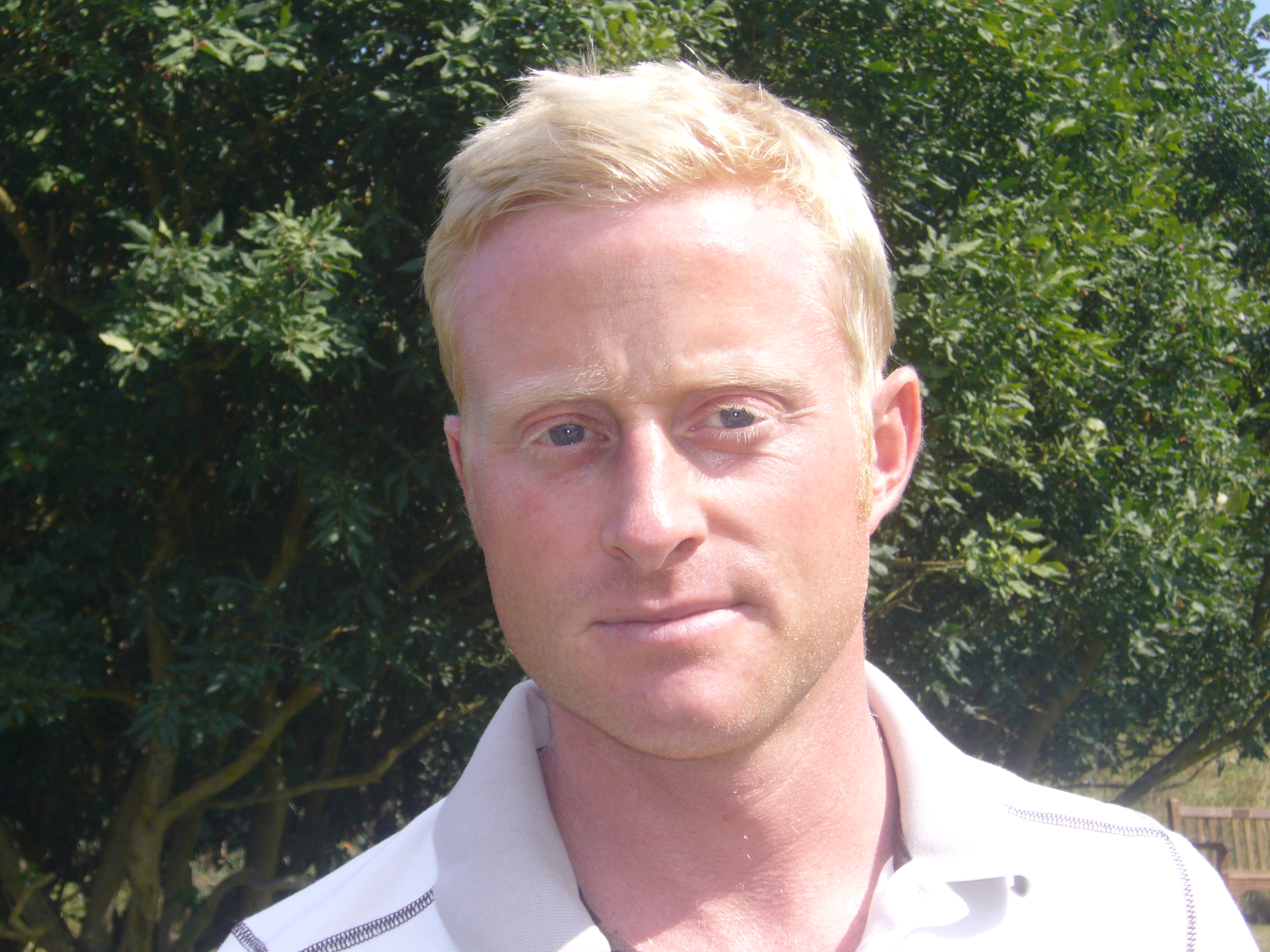
Tweevoudig winnaar Simon Dyson

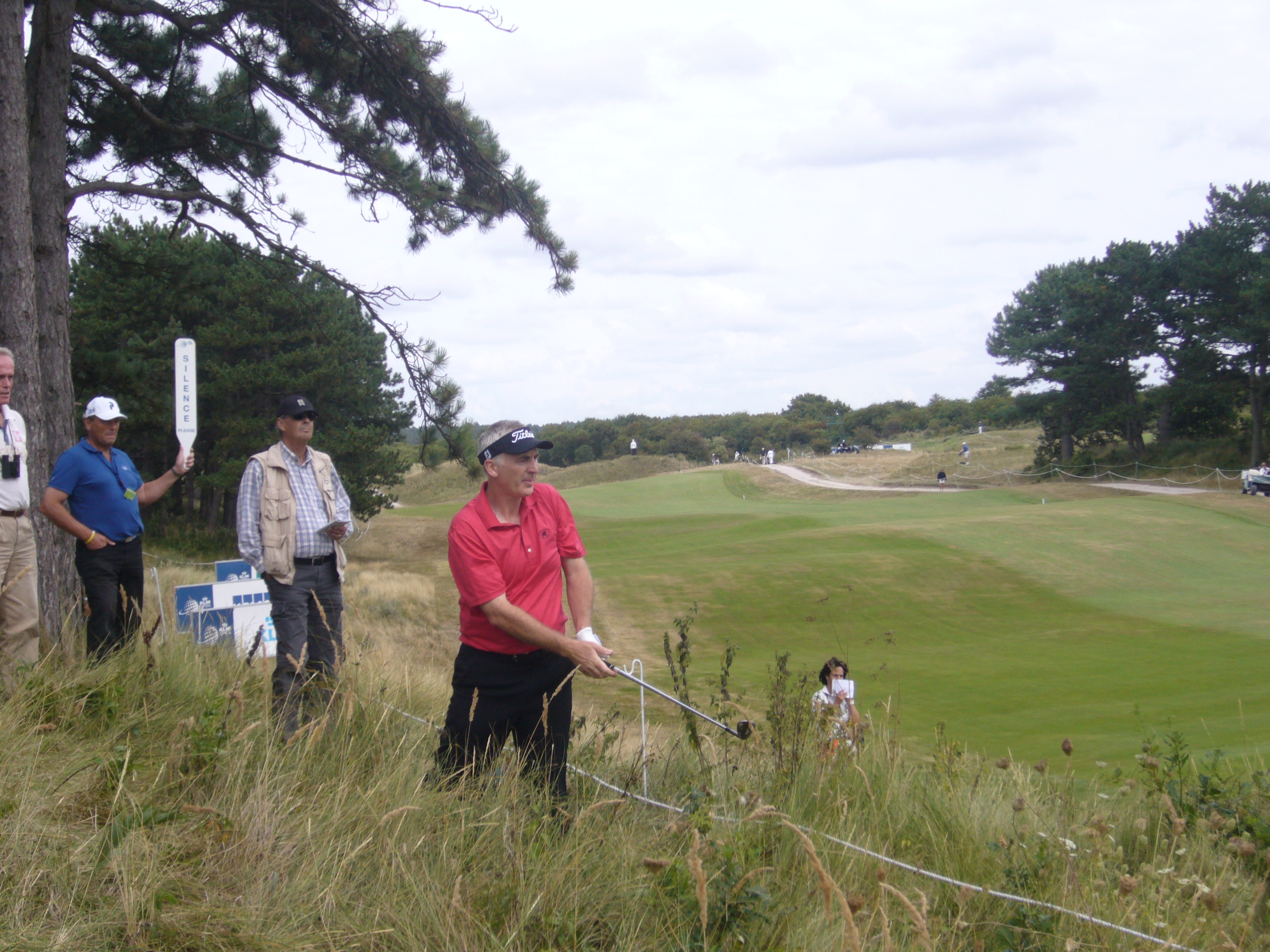
2009: Phillip Price verliest een slag

De Kennemer Golf & Country Club in Zandvoort is een van de oudste golfclubs in Nederland.

## Geschiedenis
De Kennemer Golf & Country Club (KG&CC) in Zandvoort is opgericht op 11 december 1910. Initiatiefnemer en eerste voorzitter was Gérard van der Vliet. De eerste jaren speelde de club op een 9-holes baan bij Duin & Kruidberg in Santpoort. In 1928 verhuisde de Kennemer GC naar de huidige locatie in Zandvoort, een terrein dat ter beschikking was gesteld door de familie Quarles van Ufford. De 18-holes werden ontworpen door de bekende Engelse golfbaanarchitect Henry Colt, die met de Kennemer zijn eerste baan in Nederland ontwierp. Naast de baan werden ook zes tennisbanen met een kleedgebouwtje aangelegd.
In 1928 werd de baan en het karakteristieke clubhuis in cottagestijl van architect A.P. Smits, officieel geopend. Tijdens de Tweede Wereldoorlog bouwden de Duitsers ruim honderd bunkers in de baan. Na de oorlog zijn golfbaan en clubhuis weer in hun oude staat hersteld. Een aantal bunkers wordt nog steeds gebruikt.
In 1985 volgde de uitbreiding tot 27 holes. De nieuwe A-lus, van architect Frank Pennink, werd vernoemd naar Steven van Hengel, oud-bestuurslid en erelid van de Kennemer Golf Club. Steven van Hengel was ook oud-bestuurslid en erelid van de NG, en golfhistoricus.

## De club
De KG&CC was in medeoprichter van het Nederlandsch Golfcomité, de voorloper van de Nederlandse Golf Federatie. De KG&CC is zich zijn historie en zijn rol in de Nederlandse golfgeschiedenis terdege bewust. De club ‘leverde’ meerdere bestuurders op voor de NGF, zoals Toto (A.C. Strumphler) een voorloper op het gebied van regels en internationaal referee. De Kennemer beschikt ook over een van de grootste golfarchieven van Nederland. 
De KG&CC is een actieve club met veel vrijwilligers. Op de wedstrijdkalender prijken meer dan honderd wedstrijden en evenementen waar veel leden aan meedoen. De Country Club-activiteiten zijn niet-golfactiviteiten die voor alle leden toegankelijk zijn zoals snooker, bridge en lezingen.
Baan & natuur
De 27 holes van de KG&CC liggen in een prachtig natuurlijk duinlandschap met een bijzonder rijke flora en fauna. De baan is een echte Championship Course; voor alle categorieën spelers uitdagend en aantrekkelijk om te spelen.
Niet alleen de baan maar ook de flora en fauna krijgen veel aandacht en zorg. Al vele jaren staan duurzaamheid en biodiversiteit centraal in de visie van de Kennemer.
Het boekje ‘De Natuur op de Kennemer Golf & Country Club (1997) door lid Marijke Haverkamp Begemann geeft een uitgebreide beschrijving van de natuur op en rond de baan. In 2022 is door een gespecialiseerd bureau een flora en fauna-inventarisatie opgemaakt om te weten wat er precies op het terrein leeft om daarmee rekening te houden met beheer en ontwikkeling. Uit de inventarisatie bleek dat er meer dan 540 verschillende soorten dieren, planten en paddenstoelen voorkomen.
Uitgangspunt van de Kennemer is dat de natuurlijke omgeving voor de toekomst optimaal beheerd moet worden. Al ruim voor er wettelijke regelingen kwamen die bestrijdingsmiddelen en biociden verboden, stond op de KG&CC plant- en bodemgezondheid centraal gezet en heeft de club zich gecommitteerd aan chemievrij onderhoud.
De KG&CC is al meer dan tien jaar GEO (Golf Environment Organisation) gecertificeerd en was daarmee een van de eerste golfclubs die dit certificaat voor duurzaam golfbaan beheer ontving. Ook is de KG&CC aangesloten bij Committed to Birds, een gezamenlijk initiatief van Vogelbescherming Nederland en de NGF. 

## Jeugd
Het Kennemer Jeugd Programma (KJP) is een van de fundamenten van de familieclub de Kennemer. Het is al meer dan tien jaar succesvol en wordt door de NGF regelmatig als voorbeeld gesteld. Circa 125 kinderen doen jaarlijks mee in de leeftijd van acht tot achttien jaar.

## Toernooien
Op de Kennemer Golfclub zijn veel nationale en internationale toernooien gespeeld: onder andere het Dutch Open, het Ladies Open en Nationale Strokeplay en Matchplay-kampioenschappen. Sinds 2012 organiseert de Kennemer jaarlijks een eendaags toernooi voor jonge amateurs: het Kennemer Open over 27 holes.

### Dutch Open
Spelers met po achter hun naam hebben gewonnen na een play-off.
| - 1920: Henry Burrows (155) - 1931: Frank Dyer (145) - 1933: Marcel Dallemagne (143) - 1935: Sid Brews (286) - 1939: Bobby Locke (281) - 1951: Flory van Donck (281) - 1955: Alfonso Angelini po (280) - 1958: Dave Thomas (277) - 1961: Brian Wilkes (279) - 1966: Ramón Sota (277) - 1971: Ramón Sota (277) - 1976: Severiano Ballesteros (275) | - 1977: Bob Byman (278) - 1983: Ken Brown (274) - 1989: José María Olazabal po (277) - 1990: Stephen McAllister (274) - 2006: Simon Dyson po (270) - 2007: Ross Fisher (268) - 2008: Darren Clarke (264) - 2009: Simon Dyson po (265) - 2010: Martin Kaymer (266) - 2013: Joost Luiten po (272) - 2014: Paul Casey (266) - 2015: 10-13 september |

## Winnaars Dutch Ladies Open
Vanaf 2000 werd het Dutch Ladies Open een paar jaar op de Kennemer gespeeld. Het werd gewonnen door:
- 2000:  Tina Fischer
- 2001:  Karine Icher
- 2004:  Elisabeth Esterl
- 2005:  Virginie Lagoutte

## Winnaars NK Strokeplay
- 1984 Bart Nolte
- 1994 Michael VogelMark Metgod

HEADPROFESSIONALS  
- 1911 – 1913 Percy Hill

- 1913 – 1917 E. N. Kettley

- 1917 - 1928 Jacob Oosterveer

- 1928 - 1940 H.W.L. 'Les' King

- 1948 – 1981 Joop Rühl

- 1981 - 1998 Jim Buchanan

- 1999 – 2004 Mark Hatcher

- 2005 – 2915 Mark Metgod

- 2015 – heden Hiddo Uhlenbeck*

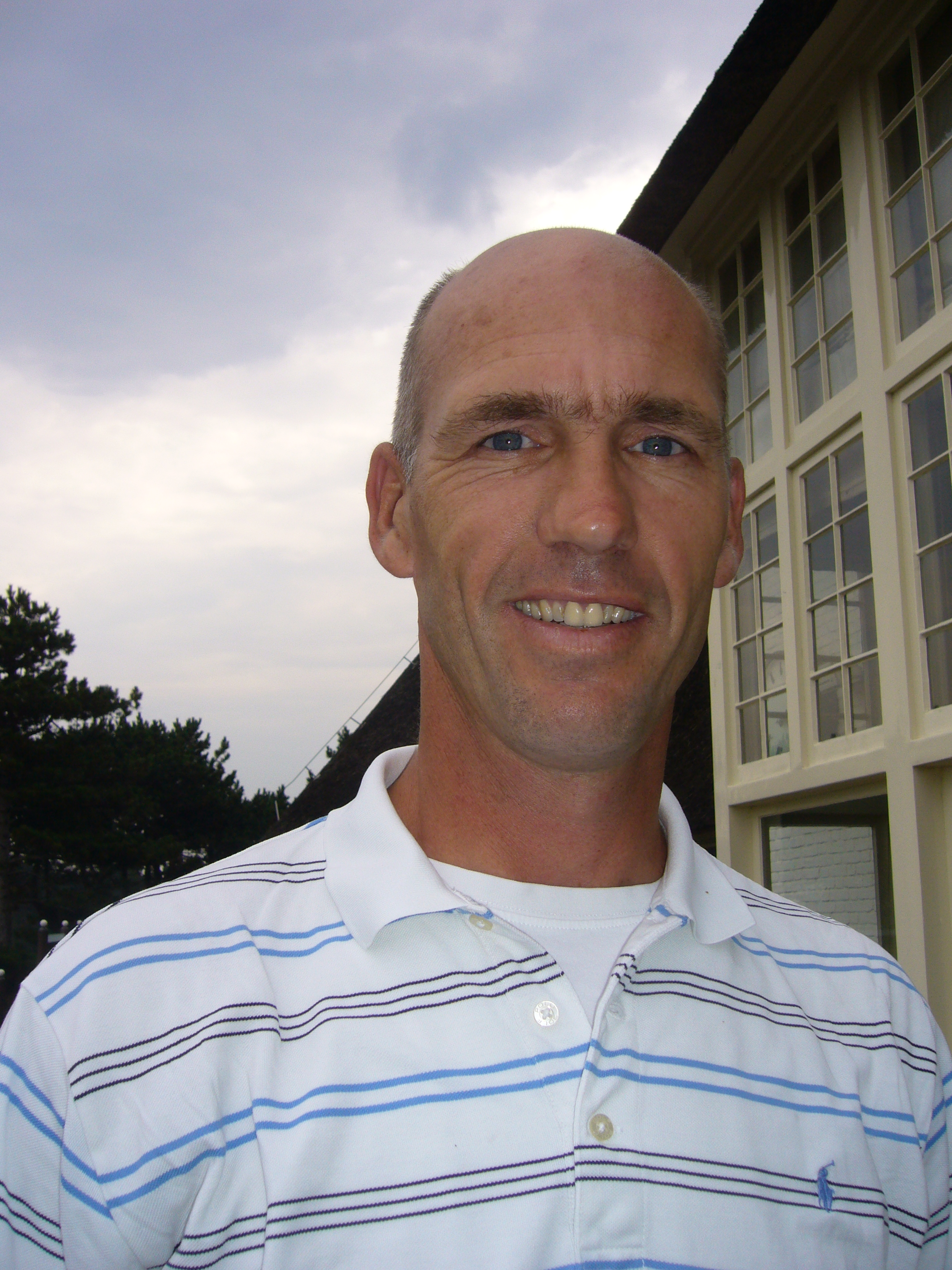
Mark Metgod

*De Kennemer Golf Academy verzorgt lessen voor de leden van de Kennemer. Aan de Academy zijn naast Hiddo Uhlenbeck ook Ronald Stokman en Jan-Willem van Hoof verbonden.
HOOFDGREENKEEPERS
1928 – 1968   Cees Twisk
1968 – 1997   Jaap Twisk
1998 - 2023    Dick Vastenhouw

2019 – heden Lucas Simões dos Santos

KLM Open 2007
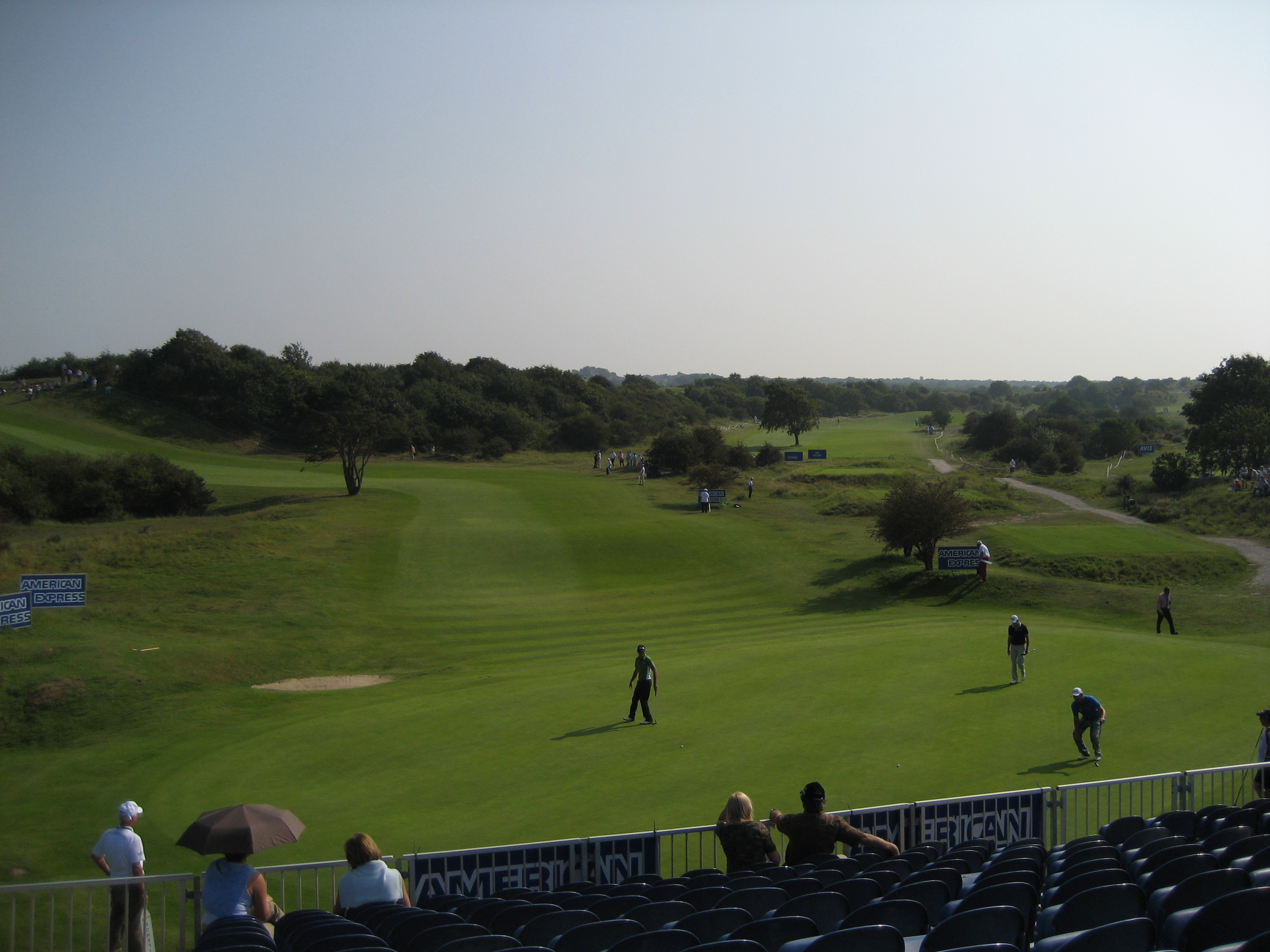
KLM Open 2007
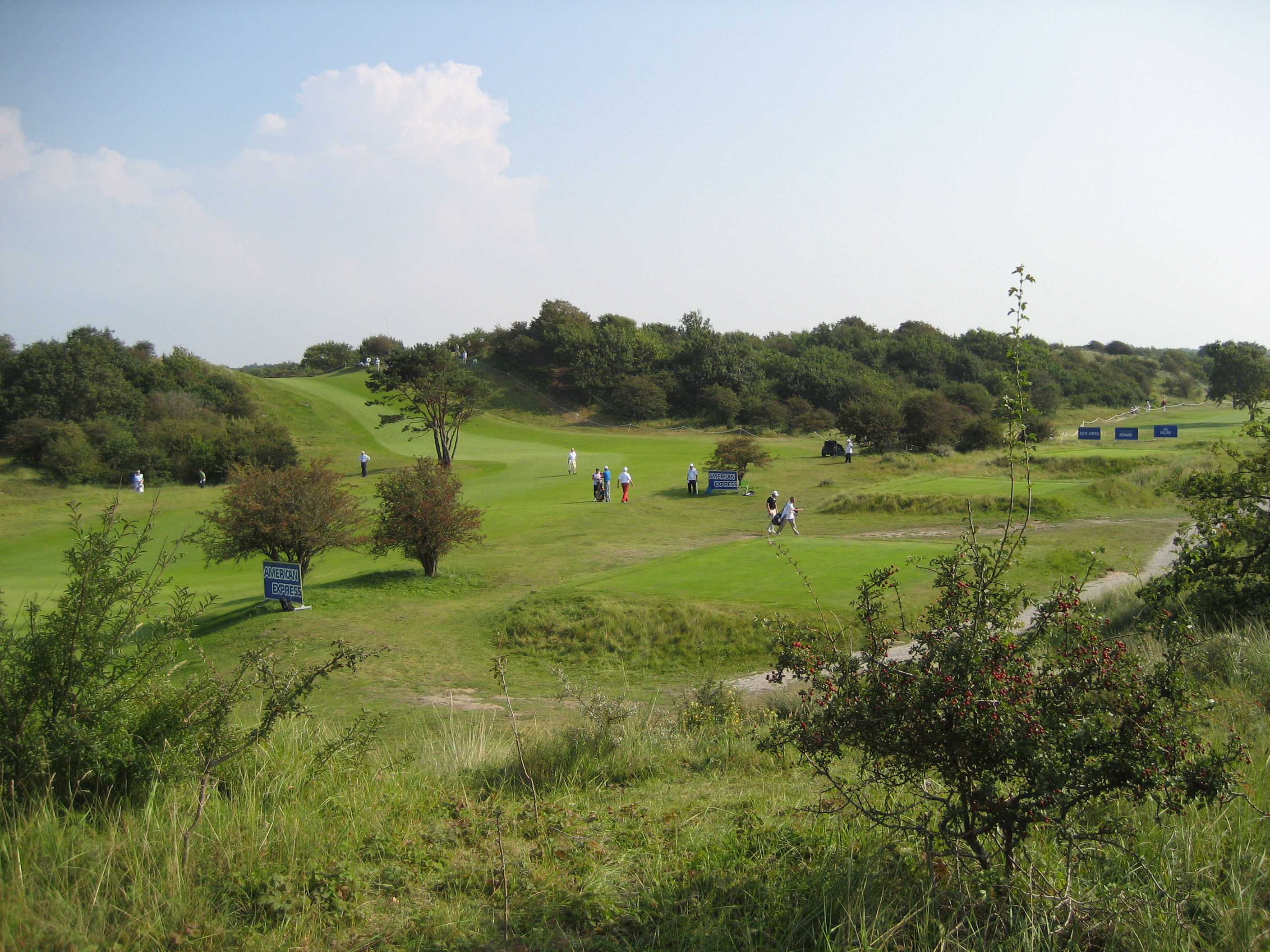
KLM Open 2007
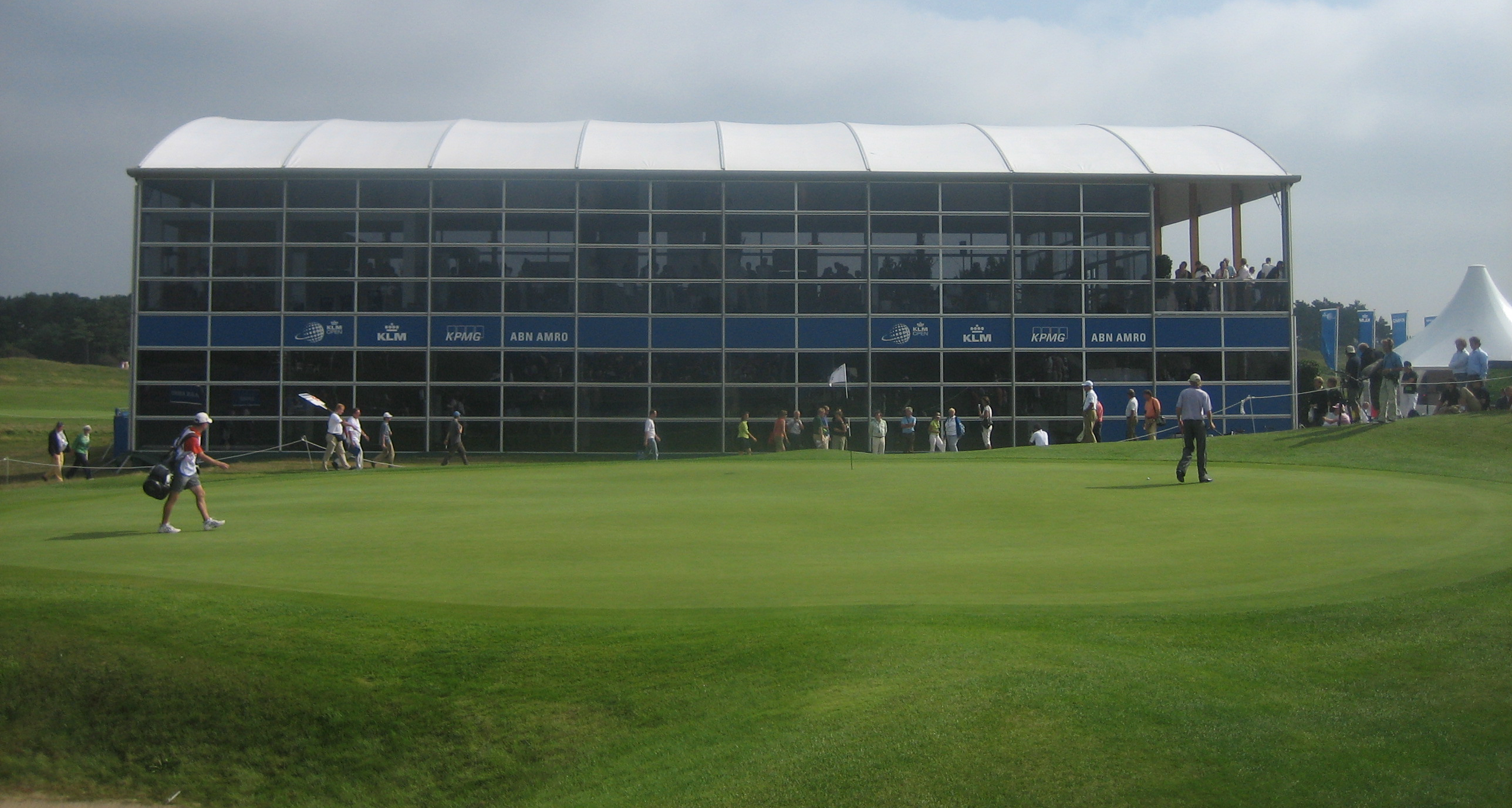
KLM Open 2007, tent van de hoofdsponsors bij green 14
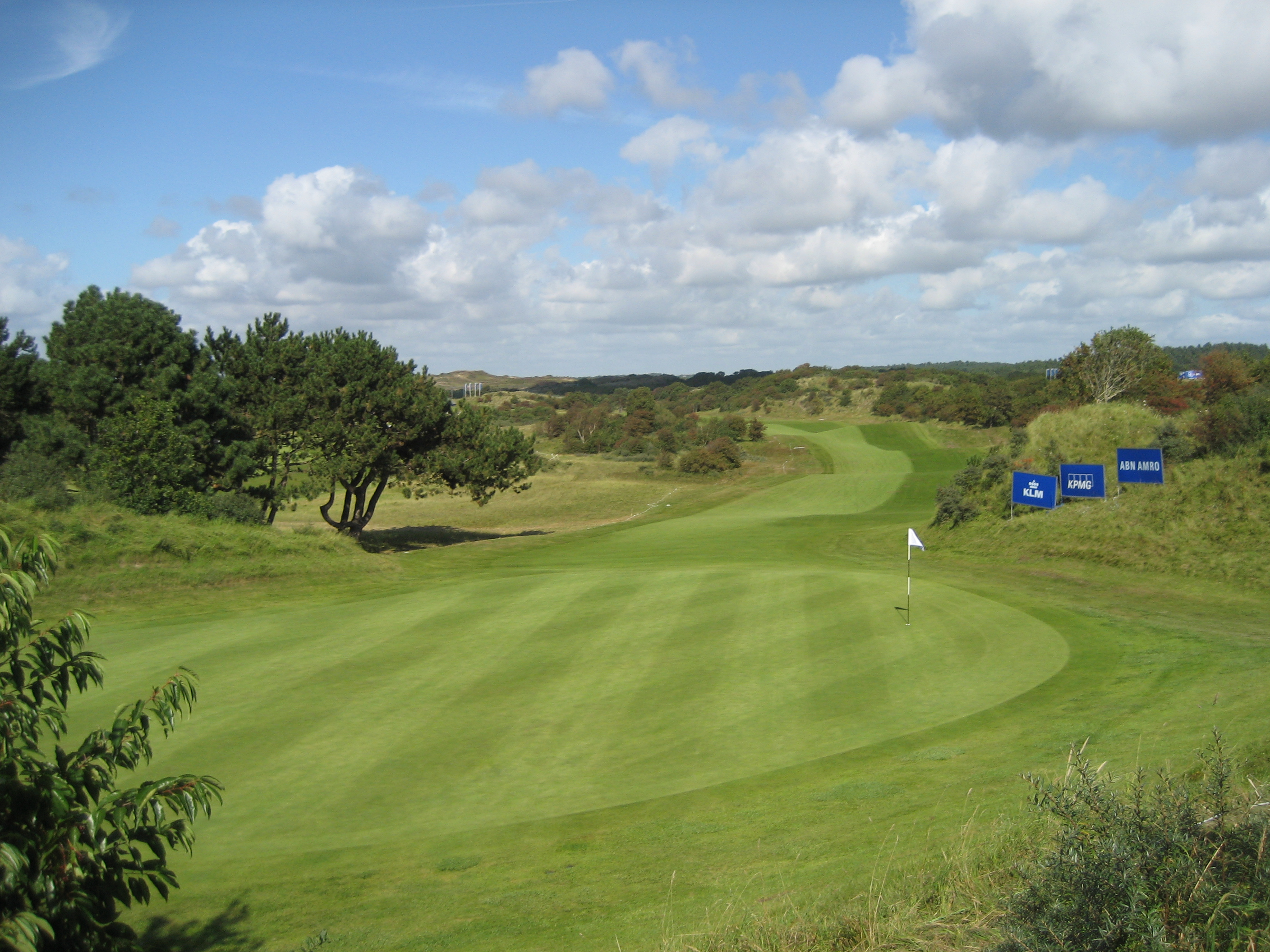
KLM Open 2007